# Alen Peternac
Alen Peternac (Zagreb, 16. siječnja 1972.) hrvatski je nogometni trener i bivši nogometaš. Trenutačno je trener konjičkog Igmana. Kao igrač igrao je na poziciji  napadača.

## Vanjske poveznice
- Profil, Hrvatski nogometni savez